# 待ちぼうけ (唱歌)
「待ちぼうけ」（まちぼうけ）は、北原白秋作詞、山田耕筰作曲の唱歌（童謡）である。1924年（大正13年）に、満州唱歌の一つとして発表された。

## 守株待兔
歌詞は中国の法家の思想書の一つ『韓非子五蠹篇』の中にある説話「守株待兔（、くひぜをまもりてうさぎをまつ）」から録られたものである。説話の内容は、昔宋に農民がいた。彼の畑の隅に切り株があり、ある日そこにうさぎがぶつかり、首の骨を折って死んだ。
獲物を持ち帰ってごちそうを食べた百姓は、それに味をしめ、次の日からは鍬を捨て、またうさぎがこないかと待っていたが、二度と来なかった。そのために作物は実らず、百姓は国の笑いものになった。
ここから守株（）という成句ができた。本来は、古い習慣に確執し、全く進歩がないこと、また、臨機応変の能力がないことの意味であり、韓非はこの説話を、古の聖人の行ったような徳治を行うべきだという儒家の主張を批判し、「昔の統治方法をそのまま用いるのではなく、時代に合わせて変えるべきだ」という文脈で用いた。

## 満洲唱歌
この歌は、満洲（中国東北部）に在住する日本人たちに、満洲にちなんだ、しかも格調の高い音楽教材をほしいという満洲教育會の依頼によって作られたものである。そのために、説話では作物の種類は示されていない（歴史考証からは粟と思われる）が、この歌では「きび畑」である。
後に内地にも紹介され、戦前の節食、倹約の思想と相まって、人々に愛唱された。

## 歌詞
1.

待ちぼうけ、待ちぼうけ

ある日せっせと、野良稼ぎ

そこに兔がとんで出て

ころりころげた 木の根っこ

2.

待ちぼうけ、待ちぼうけ

しめた。これから寝て待とうか

待てば獲物が驅けてくる

兔ぶつかれ、木のねっこ

3.

待ちぼうけ、待ちぼうけ

昨日鍬取り、畑仕事

今日は頬づゑ、日向ぼこ

うまい切り株、木のねっこ

4.

待ちぼうけ、待ちぼうけ

今日は今日はで待ちぼうけ

明日は明日はで森のそと

兔待ち待ち、木のねっこ

5.

待ちぼうけ、待ちぼうけ

もとは涼しい黍畑

いまは荒野（あれの）の箒草（はうきぐさ）

寒い北風木のねっこ

## みんなのうた
- NHKの『みんなのうた』では、1973年8月 - 9月に紹介された。編曲は若松正司、歌はダークダックス。放送では3番と4番の間にインストルメンタルが追加された。
- 映像は人形アニメーションで、岡部久義が人形を手掛け、毛利厚がアニメートした。
- NHKの本部機能が千代田区内幸町から渋谷区神南へ移転した最初の曲である。
- 長きに渡って再放送されなかったが、『みんなのうた発掘プロジェクト』で映像が発見され、2016年2月に『みんなのうたお楽しみ枠』限定ではあるが、42年半ぶりに再放送された（サイドパネル付き / ニュープリント）。